# Grammaticalisatie
Grammaticalisatie of grammaticalisering is het verschijnsel dat een lexicale constructie in de loop der tijd als zelfstandig grammaticaal of syntactisch element gaat fungeren, en daarbij haar oorspronkelijke betekenis grotendeels of geheel verliest.
Prominente grammaticalisatie-experten zijn Elizabeth Closs Traugott, Karin Aijmer en Gabriele Diewald.

## Voorbeelden

### Hulpwerkwoorden
In veel Indo-Europese talen hebben hulpwerkwoorden door grammaticalisatie een veel bredere betekenis gekregen dan ze in eerste instantie hadden. 
Een voorbeeld:
- I am going to purchase a tin opener in the shop. (Engels: Ik ga in de winkel een blikopener kopen.)
- I am going to ponder this quandary. (Engels: Ik zal deze lastige vraag overpeinzen; Zuid-Nederlands: ik ga deze lastige vraag overdenken.)

Terwijl in de eerste zin going to nog een concrete beweging uitdrukt, duidt het in de tweede enkel het inchoatieve aspect aan; iets overpeinzen impliceert geen beweging. Daarenboven kan men beide combineren:
- I am going to go and buy a tin opener. (Zuid-Nederlandse parafrase: Ik ga een blikopener gaan kopen.)

Dit wijst op een betekenisdiversifiëring; going to is niet langer gebonden aan een ruimtelijke beweging, hetgeen in vroegere stadia wel nog een vereiste was. Dit fenomeen wordt verbleking ('bleaching') genoemd.
Met de Nederlandse werkwoorden kunnen en zullen (dat oorspronkelijk specifiek "verschuldigd zijn" betekende, zoals ook de verwante Gotische vorm skulan) is de betekenisuitbreiding met grammaticalisatie als gevolg al voor het jaar 1000 opgetreden. Het hulpwerkwoord gaan had in de Middeleeuwen nog uitsluitend de betekenis "zich verplaatsen"; enkele eeuwen later kon er ook de toekomende tijd mee worden uitgedrukt, waarmee dit werkwoord dus een echte grammaticale functie had gekregen.
In zowel Germaanse als Romaanse talen heeft de voltooide tijd zich ontwikkeld uit een eerdere constructie met het werkwoord "hebben", waarvan de letterlijke betekenis "iets of iemand in een bepaalde toestand bezitten" was. Een voorbeeld hiervan in het Latijn is Eam habeo visam, wat kan worden vertaald als "Ik heb haar gezien", terwijl het heel letterlijk betekent: "Ik bezit haar in geziene toestand." Gaandeweg verschoof de betekenis van "hebben" in dit soort constructies van "bezitten" naar die van markeerder van de verleden tijd, waarmee dit werkwoord er dus een grammaticale functie bij kreeg.

### Achtervoegsels en uitgangen
Een ander veelvoorkomend verschijnsel is dat woorden, die voorheen zelfstandig gebruikt konden worden, gaandeweg samensmelten met een ander woord en daardoor een achtervoegsel worden. Het achtervoegsel kan dan eventueel als zelfstandig woord niet meer gebruikt worden, maar soms blijven beide vormen naast elkaar bestaan. De betekenissen van beide drijven dan wel meestal uiteen, omdat het tot achtervoegsel geworden woord geen concrete, zelfstandige betekenis meer heeft.
Een voorbeeld is de verleden tijd van de zwakke werkwoorden in de Germaanse talen. Deze had in het Oergermaans een uitgang met -d- (soms -t-), zoals in het Nederlands nu ook nog het geval is. Deze uitgang is echter ontstaan door het samensmelten van een vorm van het werkwoord "doen" aan een werkwoordsstam. Dit is in het Gotisch nog enigszins zichtbaar:
- infinitief fulljan "vullen", verleden tijd enkelvoud fullida "vulde", verleden tijd meervoud fullidēdun "vulden"
- infinitief wainōn "wenen", verleden tijd enkelvoud wainōda "weende", verleden tijd meervoud wainōdēdun "weenden"

In de Gotische vormen is een constructie als "vul-deden" en "ween-deden" nog wel te herkennen. Het samensmeltingsproces was echter al voltooid, omdat het Gotisch het zelfstandige werkwoord "doen" geheel had verloren.
In de Germaanse talen bestaan daarnaast nog andere voorbeelden:
- Nederlands -loos, Engels -less, van Germaans *lausaz "los, vrij, leeg, onwaar". In het Nederlands nog zelfstandig bewaard als het bijvoeglijk naamwoord loos. Een vergelijkbare ontwikkeling is tegenwoordig te zien bij -vrij, in termen als loodvrij.
- Nederlands -tig, Engels -ty "veelvoud van tien", van Germaans *tigiwiz, meervoud van het zelfstandig naamwoord *teguz "tiental".
- Nederlands -achtig, van Germaans *haftaz "behept, gehouden, gevangen" (met -ig toegevoegd). In het Gotisch nog zelfstandig gebruikt (hafts).
- Nederlands -heid, Engels -hood, van Germaans *haiduz "manier, persoonlijkheid, uiterlijk, staat van zijn". In het Gotisch en de Scandinavische talen nog zelfstandig gebruikt (Gotisch haidus, IJslands heiður).
- De Oudnoordse werkwoordsuitgangen -mk, -sk, voor passieve en reflexieve handelingen; modern IJslands -st, in de andere Scandinavische talen verder afgesleten tot -s. De uitgang was van oorsprong het wederkerend voornaamwoord (Oudnoords mik, þik, sik), maar was in het Oudnoords al goeddeels met het werkwoord samengesmolten.

In de Romaanse talen is de toekomende tijd en de voorwaardelijke wijs ontstaan uit de infinitief plus vormen van het werkwoord hebben (Latijns habeō, habēre). Deze zijn samengesmolten met het werkwoord en worden niet meer als zelfstandig woord herkend. Voor de toekomende tijd is de tegenwoordige tijd van hebben gebruikt, voor de voorwaardelijke wijs verschilt het per taal welke vorm is gebruikt. Wat voorbeelden voor de toekomende tijd van het werkwoord "zingen":
- Frans chanter: chanterai, chanteras, chantera, chanterons, chanterez, chanteront. Vergelijk de vormen van avoir: ai, as, a, avons, avez, ont.
- Spaans cantar: cantaré, cantarás, cantará, cantaremos, cantaréis, cantarán. Vergelijk de vormen van haber: he, has, ha, hemos, habéis, han.
- Portugees cantar: cantarei, cantarás, cantará, cantaremos, cantareis, cantarão. Vergelijk de vormen van haver: hei, hás, há, havemos, haveis, hão.
- Italiaans cantare: canterò, canterai, canterà, canteremo, canterete, canteranno. Vergelijk de vormen van avere: ho, hai, ha, (abbiamo), avete, hanno.

In het tegenwoordige Portugees is de samensmelting nog niet geheel voltooid, en kan de "uitgang" nog af en toe van de werkwoordsstam gescheiden worden. Bijvoorbeeld: (eu) amarei "ik zal houden van", maar amar-te-ei "ik zal van je houden".
Het Fins, een agglutinerende taal, kent ook een aantal voorbeelden. Het Fins heeft klinkerharmonie, maar die is enkel van toepassing op uitgangen, niet op samenstellingen. Het al dan niet optreden van klinkerharmonie kan dus uitsluitsel geven of een woorddeel een achtervoegsel of een deel van een samenstelling is. Het veelvoorkomende achtervoegsel -lainen/-läinen "(persoon) afkomstig van, -soortig(e)" is ontstaan uit samenstelling met het zelfstandig naamwoord laji "soort" en het achtervoegsel -inen "-ig". Het heeft zich echter niet helemaal aan de klinkerharmonie aangepast, wat nog de vroegere status van samenstelling verraadt. In de meeste gevallen treedt de harmonie gewoon op (hollantilainen "Nederlands, Nederlander", venäläinen "Russisch, Rus"), maar in combinatie met een aantal voornaamwoorden verschijnt altijd de vorm -lainen, met achterklinkers: mikälainen "wat voor soort" (< mikä "wat"), tällainen "zo een, zulk een" (< tämä "dit").